# برمرسهایم
برمرسهایم (به آلمانی: Bermersheim) یک شهر در آلمان است که در آلزی-ورمز واقع شده‌است. برمرسهایم ۳۲۵ نفر جمعیت دارد.